# Michał Orzeszko
Michał Orzeszko herbu Pobóg – rotmistrz województwa brzeskolitewskiego, konsyliarz konfederacji targowickiej powiatu pińskiego.